# Stomacis pictifrons
Stomacis pictifrons là một loài tò vò trong họ Ichneumonidae.